# Kyōhei Sorita
Kyōhei Sorita (反田 恭平 Sorita Kyōhei?) (Tokio, 1 de septiembre de 1994) es un pianista japonés.

## Biografía
Kyōhei Sorita nació en Tokio el 1 de septiembre de 1994.

## Estudios musicales
Estudió Escuela de Música Toho Gakuen en 2013.
Ha estudiado en el Conservatorio Tchaikovsky de Moscú con el profesor Mikhail Voskresensky; así como con Piotr Paleczny en la Universidad de Música Fryderyk Chopin de Varsovia.

### Carrera musical
Ha tocado como solista de la Deutsches Symphonie-Orchester, la Orquesta del Teatro Mariinski en San Petersburgo, la Orquesta Sinfónica Nacional de la RAI en Turín, la Orquesta Sinfónica NHK de Tokio, la Orquesta Filarmónica de Varsovia y la Orquesta Nacional Rusa de Moscú. Hizo su debut en el Vienna Groser Musikvereinssaal en 2020.
En 2021, Sorita participó en el Concurso Internacional de Piano Fryderyk Chopin, llegando a la final, en la que interpretó el Concierto para piano n.º 1, el 18 de octubre.

## Premios y reconocimientos
- Primer lugar y premio de la audiencia en el Concurso de Música de Japón, 2012[1]
- Primer lugar el Concurso Internacional de Piano y Orquesta de la Ciudad de Cantú en Italia, 2015.[1]

## Discografía
- Piano Concerto no. 2 / Rhapsody on a Theme of Paganini. Kyōhei Sorita, Andrea Battistoni, Tokyo Philharmonic Orchestra. Denon, 2016[4]
- Piano Recital: Kyōhei Sorita - Chopin / Liszt / Moszkowski / Myaskovsky / Schubert / Scriabin / Tchaikovsky (en vivo). Naxos, 2019[5]